# Bolagnos
I Bolagnos (o Bolaños) furono una nobile famiglia spagnola, ramificatasi in seguito anche nel Milanese.

## Storia
Famiglia nobile originaria delle Asturie dove era nota col cognome di Navia Bolaño, passò successivamente in Italia al seguito dell'armata spagnola con Giuseppe (Navia, Oviedo, 5 aprile 1668 - Venezia, 20 gennaio 1732), figlio di Alvaro de Navia Bolaño y Moscoso e di sua moglie Maria Lorenza de Castro. Dopo aver compiuto i propri studi all'Università di Salamanca, si trasferì a Milano nel 1702. Nella capitale del ducato lombardo sposò il 27 novembre 1706 la nobile Isabella Boselli, figlia del conte Enrico Boselli (di nobile famiglia bergamasca) e della contessa Costanza Rho. La coppia ebbe insieme Alvaro (Milano, 5 settembre 1707) e Carlo (Milano, 24 novembre 1708). Nel 1710 divenne reggente del Consiglio d'Italia e della luogotenenza della Regia Camera di Napoli. Nel 1714, Giuseppe ottenne la cittadinanza milanese e l'ascrizione al patriziato locale e l'anno successivo avviò la costruzione del palazzo milanese della sua famiglia. Nel 1717, col favore di Carlo VI del Sacro Romano Impero, ottenne i feudi di Fracchia, Pizzighettone, Riolo, Robecco sull'Oglio, Villa Pompeiana, Vigadore, Basiasco, Caviaga, Conterico, Caleppio. Nel 1727 venne nominato ambasciatore imperiale presso la Repubblica di Venezia e l'anno successivo ottenne il titolo di marchese sul principale dei suoi feudi, Pizzighettone. L'atto della presentazione delle credenziali di Giuseppe Bolagnos al Doge di Venezia, avvenuto il 29 maggio 1729, venne immortalato dal Canaletto in un celebre dipinto eseguito proprio su commissione dello stesso Bolagnos. Sempre per il Bolagnos, nel 1729, il Canaletto eseguirà uno dei suoi capolavori più famosi, Il ritorno del Bucintoro al molo il giorno dell'Ascensione. Morì a Venezia nel 1732. 
Venne succeduto nei suoi titoli dal figlio secondogenito Carlo (il primogenito gli era premorto), il quale era già stato nominato nel 1723 Questore Ordinario di Toga, divenendo Questore Ordinario di Cappa corta nel 1731, e che dal 1732 era entrato a far parte dei LX decurioni; nel 1749 era anche divenuto cubicularius (cameriere personale) della regina d'Ungheria. Fu Carlo ad acquistare ed ampliare la villa di famiglia a Brugherio, ancora oggi esistente. Dopo la morte del genitore, sposò Margherita Dal Verme, figlia di Giacomo e della marchesa Eleonora Cusani. Carlo morì senza eredi a Moncucco il 26 luglio 1757 e con lui si estinse il ramo italiano della famiglia Bolagnos. Come da volontà testamentaria del padre, in mancanza di eredi e con l'estinzione del ramo milanese della famiglia, erede universale delle fortune della famiglia venne nominato l'Ospedale Maggiore di Milano.
Dapprima in Spagna e poi in Perù continuò a fiorire invece il ramo spagnolo originatosi dal fratello minore di Giuseppe, Alvaro, che nel 1750 ottenne da Ferdinando VI il titolo di conte di Valle de Oselle.

## Albero genealogico
|                        |                                                                    |                                                                                  |                                                                                  | | |               |               |             |             |
|                        |                                                                    |                                                                                  |                                                                                  | Alvaro ?-? María Lorenza de Castro Ulloa y Pimentel                                                                           | |               |               |             |             |
|                        |                                                                    |                                                                                  |                                                                                  | | |               |               |             |             |
|                        |                                                                    |                                                                                  |                                                                                  | | |               |               |             |             |
|                        | Giuseppe, I marchese di Pizzighettone *1668 †1732 Isabella Boselli | Giuseppe, I marchese di Pizzighettone *1668 †1732 Isabella Boselli               |                                                                                  | Alvaro, I conte di Valle de Oselle *1678 †1757 1.Jerónima Micaela Solís Vango Riaño 2.Isabel María Espinola Pardo de Figueroa | Alvaro, I conte di Valle de Oselle *1678 †1757 1.Jerónima Micaela Solís Vango Riaño 2.Isabel María Espinola Pardo de Figueroa | Antonio ?-? ? | Antonio ?-? ? | Pedro ?-? ? | Pedro ?-? ? |
|                        |                                                                    |                                                                                  |                                                                                  | | |               |               |             |             |
|                        |                                                                    |                                                                                  |                                                                                  | | |               |               |             |             |
| Alvaro *1707 † p. 1732 | Alvaro *1707 † p. 1732                                             | Carlo, II marchese di Pizzighettone *1708 †1757 Margherita Dal Verme Senza eredi | Carlo, II marchese di Pizzighettone *1708 †1757 Margherita Dal Verme Senza eredi | · Bolagnos di Spagna | · Bolagnos di Spagna |               |               |             |             |